# Polydegmon foveolatus
Polydegmon foveolatus är en stekelart som först beskrevs av Herrich-Schäffer 1838.  Polydegmon foveolatus ingår i släktet Polydegmon och familjen bracksteklar. Inga underarter finns listade i Catalogue of Life.